# Ousson-sur-Loire
Ousson-sur-Loire är en kommun i departementet Loiret i regionen Centre-Val de Loire strax norr Frankrikes mitt. Kommunen ligger i kantonen Briare som tillhör arrondissementet Montargis. År 2022 hade Ousson-sur-Loire 702 invånare.

## Befolkningsutveckling
Antalet invånare i kommunen Ousson-sur-Loire
| Referens: INSEE |